# Alda Noni
Alda Noni (née le 30 avril 1916 à Trieste et morte le 19 mai 2011) est une soprano italienne, particulièrement associée aux rôles légers du répertoire italien.

## Biographie
Noni étudie d'abord le piano et le chant dans sa ville natale, puis à Vienne. Elle fait ses débuts à Ljubljana en 1937, dans le rôle de Rosina de Il Barbiere di Siviglia, elle se produit aussi à Zagreb et Belgrade.
Elle chante à l'Opéra de Vienne de 1942 à 1946, dans le répertoire léger de Mozart, Rossini, et Donizetti. Elle est choisie par Richard Strauss lui-même pour chanter Zerbinetta d'Ariadne auf Naxos à l'Opéra de Vienne, à l'occasion du 80e anniversaire de la naissance du compositeur, en juin 1944, sous la direction de Karl Böhm, dans une distribution prestigieuse comprenant Maria Reining, Max Lorenz, Erich Kunz, Irmgard Seefried, Paul Schöffler.
Elle paraît ensuite sur toutes les scènes italiennes, incluant La Scala de Milan. Elle chante aussi régulièrement à la radio italienne, et se spécialise dans les emplois de soubrettes, notamment dans les ouvrages de Mozart, Cimarosa, Fioravanti.
Elle paraît à Londres en 1946, au Festival de Glyndebourne et au Festival d'Édimbourg en 1949, chante aussi à Lisbonne, Madrid, Buenos Aires, Rio de Janeiro, ainsi qu'à Paris dans le rôle d'Oscar de Un ballo in maschera à l'Opéra-Comique en 1951.
Elle a laissé plusieurs enregistrements, notamment Il matrimonio segreto, Le cantatrici villane, Le nozze di Figaro, L'elisir d'amore, Don Pasquale, I quatro rusteghi, Ariadne auf Naxos.

## Sources
- Harold Rosenthal, John Warrack, Roland Mancini et Jean-Jacques Rouveroux, Guide de l'opéra, Paris, Fayard, coll. « Les indispensables de la musique », 1995 (ISBN 978-2-2135-9567-2)